# Karl Jansson
Karl August Jansson, född 25 oktober 1854 i Längbro socken, död 6 november 1933 i Stockholm, var en svensk frikyrkoledare.
Karl Jansson var son till arbetaren Olof Jansson. Efter läroverksstudier i Örebro 1865–1871 studerade han vid Konstakademien 1871 och Tekniska skolan 1872–1874 och betraktades som en lovande konstnär. Vid nyårstiden 1875 inträdde han i metodistförsamlingen i Örebro och ägnade därefter sitt liv åt Metodistkyrkan. Jansson ordinerades 1877 till diakon och 1879 till äldste och verkade 1875–1886 som pastor i olika metodistförsamlingar, sist i Sankt Peters församling i Stockholm 1884–1886. Han blev 1886 presiderande äldste för distriktet i Karlskrona och 1893 i Eskilstuna. 1889 blev han redaktör för tidningarna Svenska sändebundet och Söndagsskolklockan. Vid sekelskiftet 1900 knöts Jansson till Teologiska skolan i Uppsala för utbildning av metodistpastorer och gjorde som rektor där 1903–1916 en betydande insats. Han var även verksam i planerna på en gemensam nordisk predikantskola för metodister och företog 1908 en längre resa i USA för att samla in medel till en sådan. Resan följdes av flera i Metodistkyrkan och andra religiösa och ideella organisationers tjänst och Jansson kom att bli en av Sveriges mest beresta kyrkomän, som flera gånger representerade Sverige på kongresser och konferenser i Sverige och utomlands. Inom frikyrkomötets samarbetskommitté och Svenska missionsrådet, Metodistkyrkans missionsstyrelse och Svenska Epworthförbundet gjorde han stora insatser. Från 1891 var han ordförande i Stockholms kristliga ynglingaförening och från 1892 medlem av förbundsstyrelsen för KFUM. Jansson tillhörde Sveriges söndagsskolförbunds styrelse under hela dess tillvaro 1902–1927 och var ledamot av världssöndagsskolförbundets verkställande utskott. Han var ordförande i Svenska bibelläsningsförbundet från 1915 samt i Stiftelsen Oskar Fredriksborgs soldathem och föreningen De gamles hem. Han var vidare medlem av svenska avdelningen av Världsförbundet för fred och samförstånd mellan folken genom kyrkosamfunden. 1914 var han med vid bildandet av den världsomfattande ekumeniska rörelsen. Han var även aktiv inom nykterhetsrörelsen. Som intresserad av metodismens historia samlande han metodistiana för hela världen. 1910 blev han teologie hedersdoktor vid Ohio Wesleyan University.